# Bab-Berdieyenne-Moschee

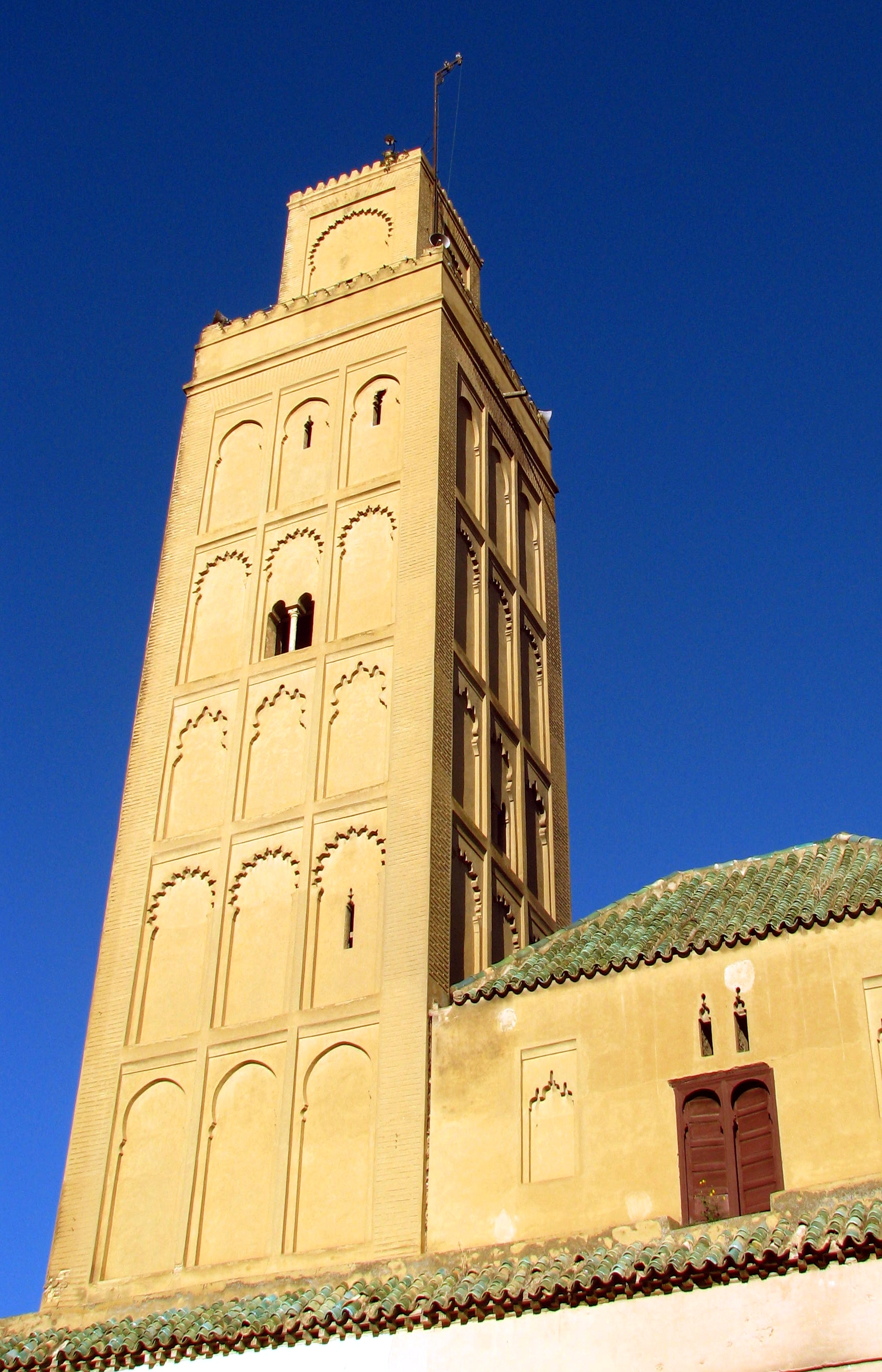
Minarett vor dem Einsturz im Dezember 2009

Bab Berdiyenne und rekonstruiertes Minarett der Moschee, März 2018

Die Bab-Berdieyenne-Moschee (auch Bab Berdayin, arabisch مسجد باب بردعين, DMG Masǧid Bāb Baradaʿīn;, französisch Mosquée Bab el-Berdaïne) ist eine von mehreren Moscheen in der marokkanischen Stadt Meknès. Der Bau steht in der Nähe des Stadttores Bab Berdieyenne („Tor der Packsattelhersteller“; französisch: Bab el-Berdaïne) im Norden der Altstadt, die im Jahr 1996 als Ganzes in die UNESCO-Welterbeliste aufgenommen wurde.

## Geschichte
Die junge Ehefrau des Sultans Mulai Ismail, Khnata bent Bakkar († 1754), ließ den Moscheebau Ende des 17. oder zu Beginn des 18. Jahrhunderts, also noch zu Lebzeiten ihres Gatten erbauen. Nach dessen Tod im Jahr 1727 führte sie jahrelang de facto die Regierungsgeschäfte für seine schwachen und untereinander zerstrittenen Söhne weiter.

## Architektur
Die nahezu vollständig aus Stampflehm errichtete Moscheebau unterscheidet sich in seiner Architektur nur geringfügig von den älteren mehrschiffigen Moscheen des Maghreb. Das Dekor des etwa 30 m hohen Minaretts besteht aus zahlreichen Feldern mit leicht unterschiedlich gestalteten Blendbögen auf jeder Seite, von denen einige durch kleine Lichtöffnungen durchbrochen sind. Auf dem Turm erhebt sich ein kubischer Aufsatz (Laterne), dessen Außendekor in ähnlicher Weise gestaltet ist.

## Einsturz
Während des Freitagsgebets stürzten am Mittag des 19. Februar 2010 nach tagelangen Regenfällen das Minarett und Teile des Daches der mit rund 300 Menschen vollbesetzten Moschee ein; das Unglück kostete 41 Menschen das Leben und über 80 Personen wurden verletzt. Die Opfer waren nur Männer, da Frauen das Gebet in der Moschee nicht erlaubt war. König Mohammed VI. kündigte den Wiederaufbau nach historischem Vorbild an. Der Einsturz hing damit zusammen, dass die Moschee baufällig war und sich die Lehmmauern des Minaretts nach den anhaltenden Regenfällen mit Wasser vollgesogen und somit deutlich schwerer und damit letztlich instabiler geworden waren.

## Wiederaufbau
Der mit verputzten Ziegelsteinen unternommene Wiederaufbau der Moschee erfolgte auf Anweisung des Königs Mohammed VI. in den Jahren 2012/13.